# تطوير رحلات الفضاء الدولية المأهولة

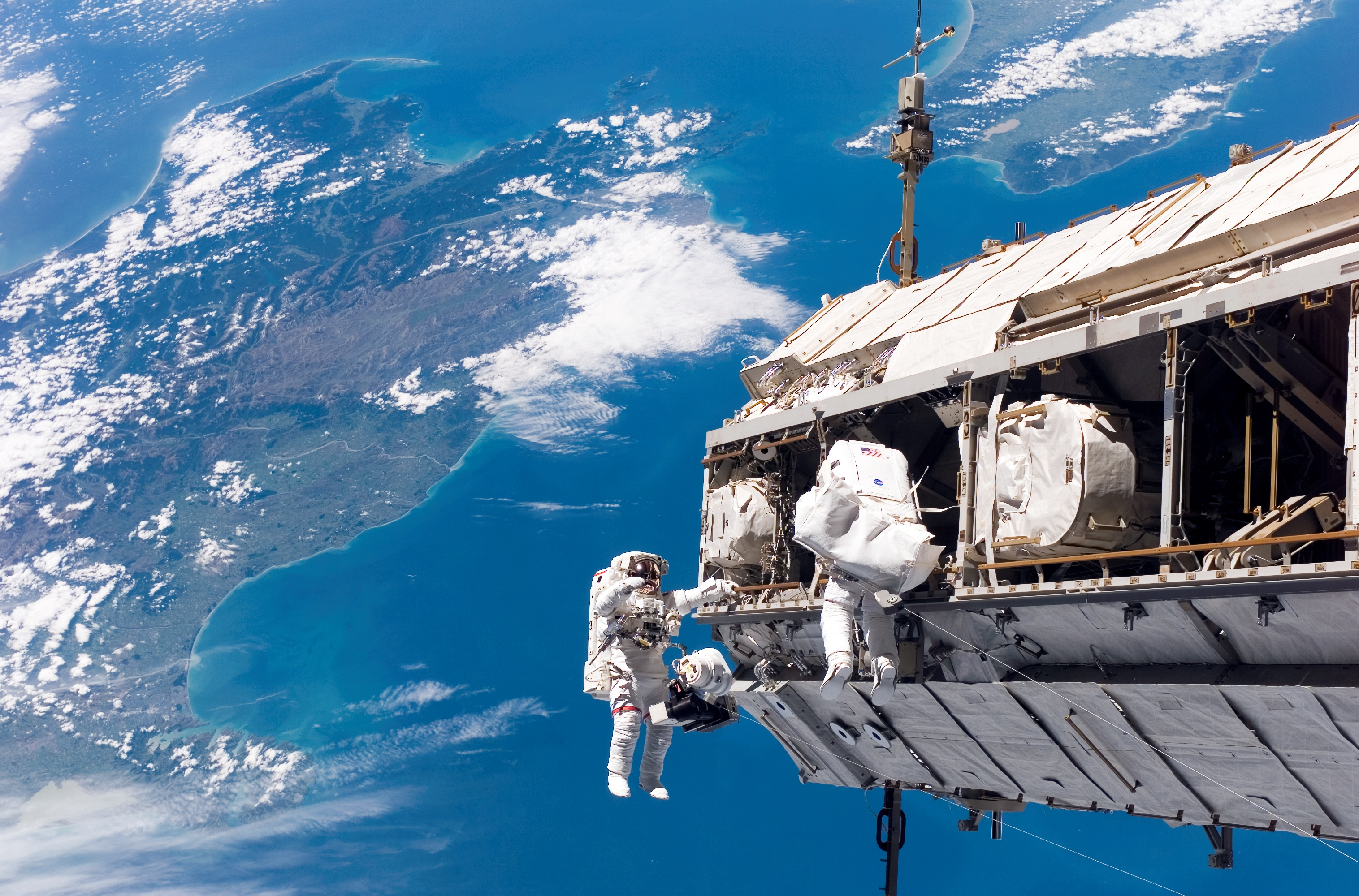
تظهرُ في الخلفيَّة الأرض بأبهى ألوانها، يليها رائد الفضاء روبرت ل. كوربيم الابن. (يسارًا) ورائد وكالة الفضاء الأوروپيَّة كريستر فوگلسانگ، وكِلاهما من الاختصاصيين المُبتعثين في المكّوك سالف الذِكر، وهُما يُساهمان في المرحلة الأولى من أصل ثلاث مراحل يُخططُ لها أن تتم خارج أيِّ مركبةٍ فضائيَّة لاسئناف العمل على بناء محطَّة الفضاء الدوليَّة. اليابسة الظاهرة في الأرض هي الجزيرتان الجنوبيَّة (يسارًا) والشماليَّة (يمينًا) لنيوزيلندة.

تطوير رحلات الفضاء الدولية المأهولة بدأت رحلات الفضاء استجابة للفضول البشري لسبر أغوار الأرض والقمر والكواكب والشمس وغيرها من النجوم والمجرات. تجوب المركبات المأهولة وغير المأهولة خارج حدود الأرض، لجمع المعلومات القيمة عن الكون. فقد زار الإنسان القمر، وعاش في المحطات الفضائية لفترات طويلة. وهكذا ساعدنا استكشاف الفضاء في معرفة كنه العلاقة الحقيقية بين الأرض وبقية الكون. ويجيب استكشاف الفضاء عن كيفية تكون الشمس والكواكب والنجوم، وما إذا كانت هناك حياة في مكان آخر من الكون. 

## بداية الرحلات الفضائية المأهولة
بدأ عصر الفضاء في اليوم الرابع من أكتوبر من عام 1957م. ففي ذلك اليوم أطلق الاتحاد السوفييتي أول قمر صناعي (سبوتنيك 1) ليدور حول الأرض. وكانت أول رحلة طيران فضائية مأهولة يوم 12 أبريل عام 1961م، حين دار رائد الفضاء السوفييتي يوري غاغارين حول الأرض في السفينة الفضائية فوستوك 1 في رحلة استغرقت 108 دقائق. زادت المركبات غير المأهولة، التي تسمى المجسات الفضائية، من معرفتنا بالفضاء الخارجي والكواكب والنجوم. ففي عام 1959م، مر مجس فضائي بالقرب من القمر، وارتطم آخر به. وفي عام 1962م، حلق مجس أمريكي بالقرب من كوكب الزهرة.

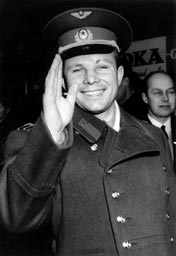
يوري غاغارين، أول شخص يصعد إلى الفضاء، وأول شخص يدور حول الأرض

تابع الروس التفوق على الأمريكان فأطلق رحلة في عام 1963 وتحمل على متنها أول امرأة لتكون بذلك أول رائدة فضاء،  وهي فالينتينا تيريشكوفا. وأجرى رائد الفضاء السوفيتي ألكسي ليونوف أول عملية مشي في الفضاء في عام 1965 التي واجه فيها بعض الصعوبات في العودة إلى الكبسولة.
وفي عامي 1974 و1976م، أطلقت الولايات المتحدة الأمريكية مجسين فضائيين ألمانيين إلى مدار كوكب عطارد القريب من الشمس. وفي عام 1976م، هبط مجسان أمريكيان على سطح كوكب المريخ. وقد عملت هذه المجسات على دراسة كل الكواكب عدا كوكب بلوتو، كما أنها استكشفت المذنبات والكويكبات.
بدأت أول رحلة مأهولة للقمر في 21 ديسمبر 1968م، عندما أطلقت الولايات المتحدة الأمريكية المركبة الفضائية أبولو8، والتي دارت حول القمر ثماني مرات ثم عادت سالمة إلى الأرض. وفي 20 يوليو 1969م، هبط رائدا الفضاء الأمريكيان نيل أرمسترونج وبز ألدرن بمركبتهما أبولو 11 على سطح القمر. وأصبح أرمسترونج أول إنسان تطأ قدماه سطح القمر.

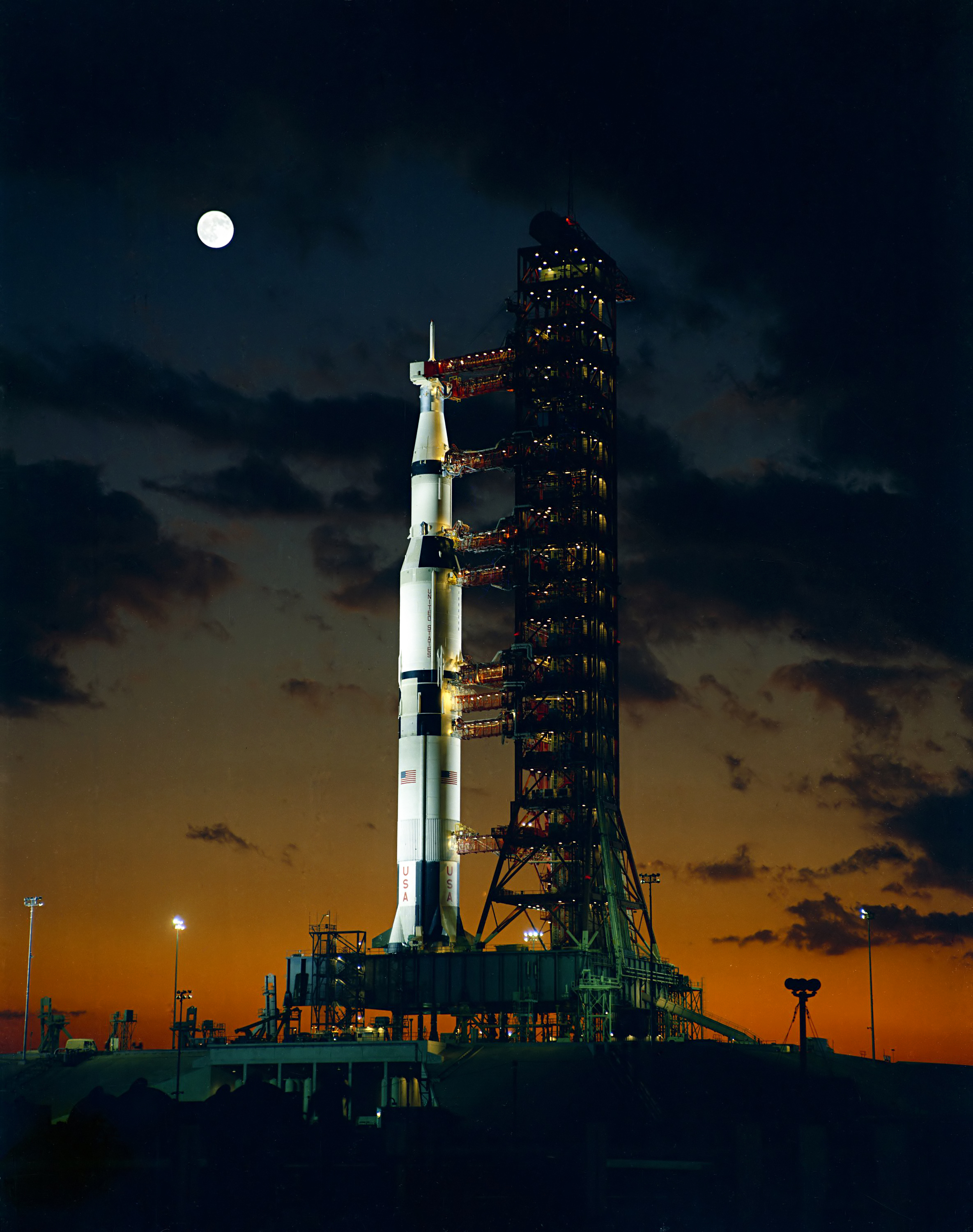
صاروخ ساتيرن 5، ويستخدم لبعثات الهبوط الأمريكية المأهولة على سطح القمر

وبعد ذلك قام رواد الفضاء الأمريكيون بخمس عمليات هبوط على سطح القمر قبل استكمال برنامج أبولو القمري عام 1972م. وخلال سبعينيات القرن العشرين، طوّر رواد الفضاء مهارات مختلفة للعيش في الفضاء، على متن محطتي الفضاء سكايلاب وساليوت. وفي عامي 1987 و1988م، دار رائدا فضاء سوفييتيان لمدة 366 يومًا متتابعة على متن مركبة في الفضاء. وفي الثاني عشر من أبريل 1981م، انفجر مكوك الفضاء الأمريكي كولومبيا، وكان هذا المكوك أول مركبة فضائية قابلة لإعادة الاستخدام، وأول مركبة فضائية تستطيع الهبوط في المطارات العادية. وشهد يوم 28 يناير 1986م، مأساة مروعة، إذ انفجر مكوك الفضاء تشالنجر، وقتل جميع أعضاء طاقمه السبعة. وقد أعيد تصميم المكوك مرة أخرى، واستأنف رحلاته عام 1988م.
استمرت الولايات المتحدة في استكشاف الفضاء، بما في ذلك المشاركة الرئيسية مع محطة الفضاء الدولية والنماذج الخاصة بها. كما خططت لمجموعة من مسبار فضائي مسابير المريخ غير المأهولة، والأقمار الصناعية العسكرية والمزيد من ذلك. يهدف برنامج الفضاء الكوكبي – الذي بدأه الرئيس الأمريكي جورج بوش عام 2004 – لإطلاق جيل جديد من المركبة الفضائية أوريون متعددة الوظائف بحلول عام 2018. كان من المقرر العودة لاحقاً إلى القمر بحلول عام 2020، ومن ثم تتبعه بعد ذلك رحلات فضائية مأهولة إلى المريخ، لكن لُغى البرنامج عام لتشجيع الإمكانات التجارية لعمليات الإطلاق المأهولة ل الولايات المتحدة.

## تطوير رحلات الفضاء المأهولة
رائد الفضاء السابق والمدير الحالي لرحلات الفضاء المأهولة في وكالة الفضاء الأوروبية، الألماني توماس رايتر، يتحمس جداً للأمر، لأن النموذج الجديد من سفن الفضاء الذي يجري تطويره، واسمه «أوريون»، مؤهل لنقل البشر، فضلا عن نقل الأغراض. وأبان رايتر أن «هذا التعاون مع وكالة ناسا تحديداً هو شيء مميز جداً، لأنها المرة الأولى التي نلعب فيها دوراً إلى جانب هذه الوكالة في مجال حساس يتعلق بتطوير نظام نقل فضائي مأهول». وتساهم الوكالة الأوروبية في تجهيز الوحدة المركزية لسفينة «أوريون»، التي تحوي النظم التي ستحفظ حياة رواد الفضاء، مثل التحكم بالهواء ودرجة الحرارة. ويرى رايتر أن الجديد في هذا المشروع هو أن المركبات ستصل إلى مسافات أبعد من المحطة الدولية، مشيرا إلى أن أول رحلتي اختبار ستكونان حول القمر. ويفتح هذا التطور الجديد الباب أمام احتمالات مختلفة أحدها هو إطلاق رحلات إلى نقاط لاغرانج، وهي نقاط ينعدم فيها تأثير جاذبية الأرض والقمر على أجرام سماوية أخرى. وسميت هذه النقاط تيمناً بالفلكي جوزيف لويس دو لاغرانج، هي مناسبة لتكون بمثابة قواعد لإطلاق رحلات أخرى أبعد مدى، إلى المريخ مثلاً. كما يشدد على ذلك رئيس وكالة الفضاء الأوروبية، يوهان فورنر، قائلا «لا حدود لفضول الإنسان، على الأقل في مرحلة الشباب، وبعض العلماء يحتفظون بهذا الفضول الكبير حتى سن الشيخوخة. هذا الفضول كبير جداً لدرجة أنه يريد استكشاف عوالم بعيدة. وبالفعل هناك دائماً نتائج مفاجئة تعود بها هذه البعثات». ومن بين هذه النتائج أن الأطباء قد استفادوا كثيراً من رحلات الفضاء  فباتوا يعرفون الكثير عن جهاز المناعة أو الملح في جسم الإنسان. والدراسات المتعلقة بالنوم في ظروف غير عادية، إذ يتم بحث تأثير النوم إضافة إلى بحث أثر الرحلات الطويلة على الإنسان في ظل انخفاض الضغط الجوي. فصار الإنسان عبر رحلات الفضاء موضوع بحث طبي، وهذا هو أحد الأسباب التي دفعت مركز الفضاء الألماني إلى إنشاء مركز أبحاث في مدينة كولونيا لبحوث البيئة والمحيط الخارجي في ظروف فيزيائية مختلفة.

### مراحل تطوير رحلات الفضاء المأهولة
سيتم تطوير رحلات دولية مأهولة لاستكشاف الفضاء في خمسة اتجاهات رئيسية، هي إقامة محطات فضائية دولية، ورحلات فضاء تنطلق من الفضاء، وقاعدة للقمر، وهبوط إنسان على المريخ، وسياحة الفضاء. إنه في نوفمبر عام 1998، بدأت 16 دولة، من بينها الولايات المتحدة، وروسيا، واليابان، وبعض الدول الأوروبية برنامجا لإقامة محطة فضاء دولية، والتي حققت تقدما سلسا حتى الآن. إن محطة الفضاء الدولية سوف تزن420 طنا، وتحمل ستة أو سبعة رواد فضاء، وبها تيسيرات لحياة تمتد ما بين10 و15 عاما.

### وظيفة محطة الفضاء الدولية

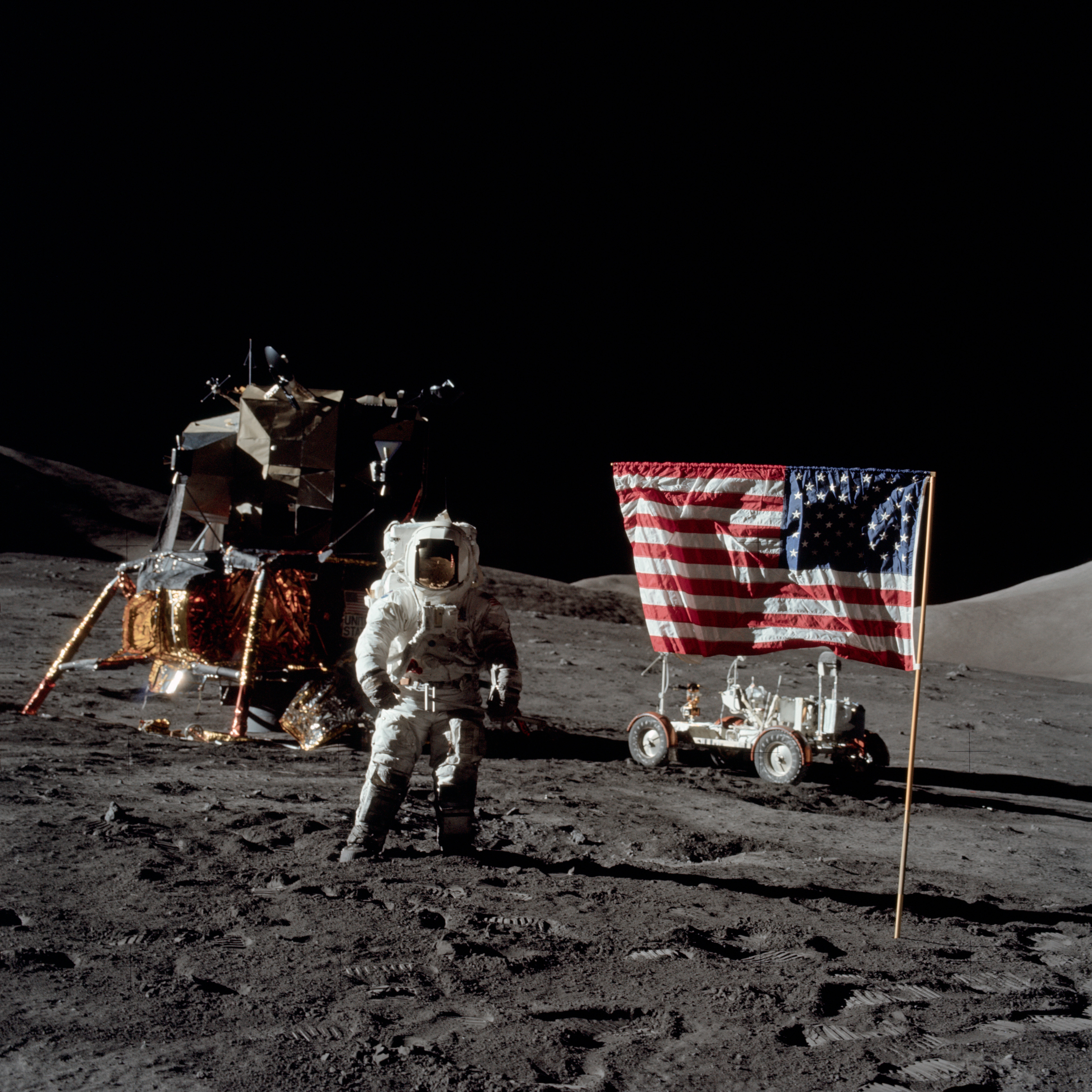
رائد فضاء هاريسون شميت يوم 13 ديسمبر عام 1972 خلال مهمة أبولو 17، وكانت آخر بعثة للهبوط على سطح القمر حتى الآن.

محطة الفضاء الدولية سوف تقوم بالعديد من البحوث العلمية، بما فيها علوم الحياة، وعلوم الفضاء، وعلوم الأرض، وتجارب تكنولوجية هندسية، وتطوير منتجات تجارية.

### الأنسان وتطور الرحلات المأهولة
إن الإنسان سوف يطور المحطات الفضائية الكبرى إلى قواعد فضائية، ويجمع أقمارا صناعية كبرى في الفضاء، وهذه الأقمار سيتم إرسالها إلى مدار متزامن مع حركة الأرض عن طريق مركبات فضائية، بتكلفة اقل من تلك التي تنطلق من الأرض. وأضاف أن القمر سيصبح أول ساحة للإنسان خارج الأرض، نظرا لانخفاض جاذبيته، والفراغ به، وخلوه من الجراثيم، ومجاله المغناطيسي الصغير، وموارد المواد الخام به التي تماثل تلك الموجودة على الأرض. وتوقع أن يستقر الإنسان على القمر في غضون عشرين عاما، وسوف يسافر البشر إلى الفضاء الخارجي، وسوف تصبح سياحة الفضاء في النهاية إحدى الصناعات، وذلك بعد عقود من هبوط الأمريكيين على القمر.

## الولايات المتحدة وروسيا وتطور الرحلات المأهولة
الفضائية، كما تضمنت تكوين لجنة مشتركة لتقديم الاقتراحات حول تطوير ذلك التعاون، وتوسيع مداه وأغراضه. وفي تلك العام عقد مؤتمر دولي في بلجيكا، ضم عدد كبير من علماء الفضاء، وتم فيه تبادل المعلومات، ومناقشة المشاكل التي تعترض سير المشاريع الفضائية وتطورها. وكان من نتيجة هذا المؤتمر، اتخاذ قرار عام 1974يتم بموجبه التحام محطة فضاء روسية، بقمر صناعي أمريكي ثم زاد التعاون في مجال الفضاء، بحيث يتم إشراك رواد فضاء أمريكيين برحلة فضائية تنظمها، والعكس. كما خصصت الولايات المتحدة، وروسيا 12 رحلة فضائية، يشترك في كل واحدة منها رائد فضاء الدول الأخرى مجاناً. وهكذا تم إشراك أول رائد فضاء عربي، في الرحلة الفضائية التي نظمتها الولايات المتحدة على السفينة (كولومبيا)، وهو الأمير السعودي سلطان بن سلمان بن عبد العزيز بن سعود عام 1986. كما تم إشراك أول رائد فضاء عربي سوري، وهو محمد أحمد فارس برحلة فضائية، رافق فيها رواد الفضاء السوفيات عام 1987، على ظهر محطة الفضاء مير.

### العائدات الأمريكية من الملاحة الفضائية
إن الولايات المتحدة تصدرت العالم في تحويل نتائج أبحاث الفضاء إلى تكنولوجيات صناعية. وقد طبقت الولايات المتحدة هذه التكنولوجيات التي طورتها واختبرتها ووصلت بها حد الكمال من خلال برامج الفضاء الأمريكية، في الصناعات الأمريكية، وساعدت تلك التكنولوجيات في تحقيق حوإلي2 تريليون دولار أمريكي كعوائد اقتصادية للبلاد. ومن المتوقع أن تصل الاستثمارات الأمريكية في صناعة الفضاء إلى 500 مليار دولار أمريكي بحلول عام 2010.

## طموح الصين الفضائي

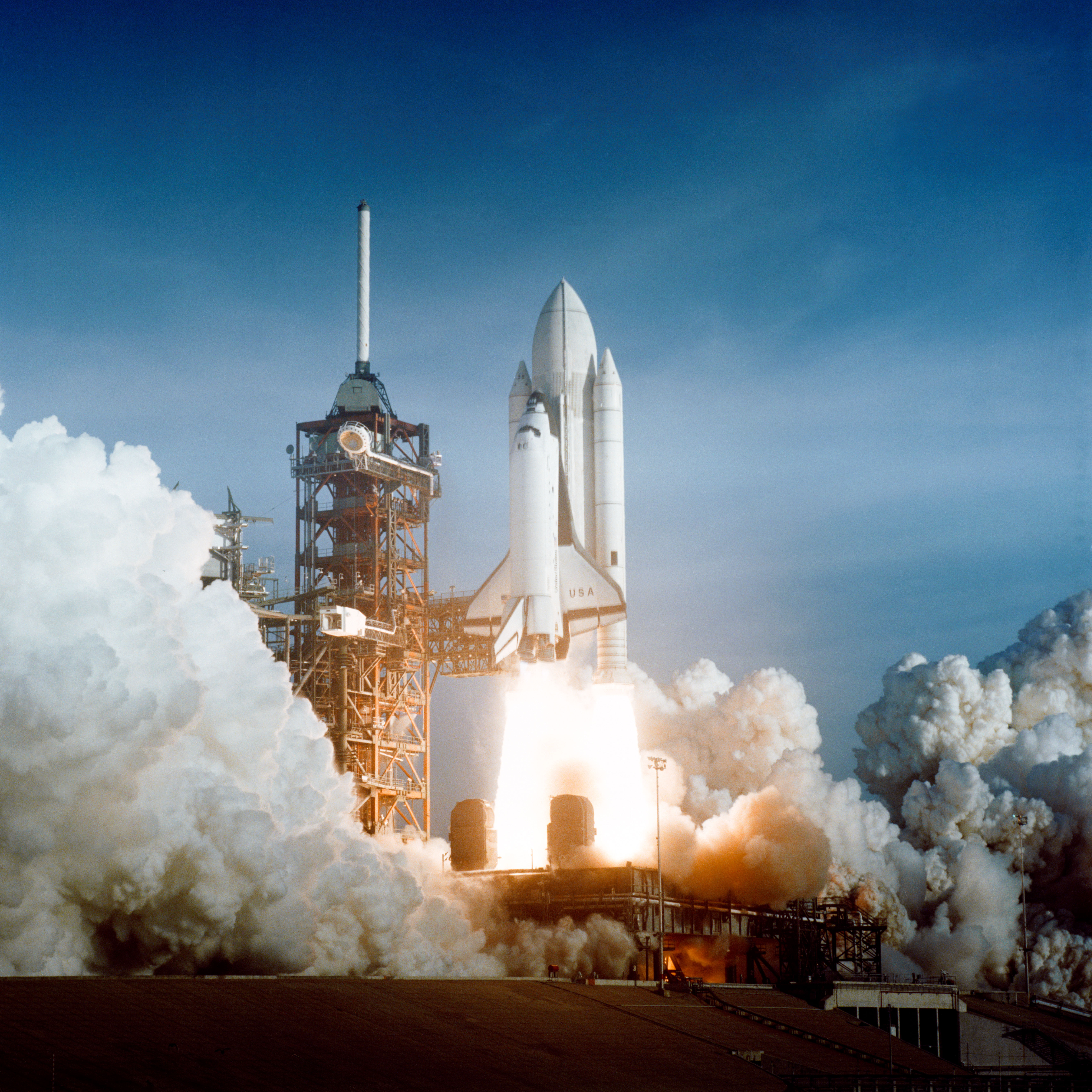

بقي اسم دولة الصين التي تعد من الدول الخمس الكبرى التي هي إضافة للصين: (الاتحاد السوفيتي السابق (روسيا حالياً) والولايات المتحدة الأمريكية وفرنسا وبريطانيا) لا تعامل عملياً كدولة كبرى وبالذات أثناء حقبة الحرب الباردة التي أشرفت على شبه نهايتها منذ سنة 1991م التي شهدت سقوط القلعة الأولى لمعسكر الاشتراكية (الاتحاد السوفيتي) من الداخل أمام المعسكر الرأسمالي المنتصر (بالمجان) وهذا ما وضع الصين الاشتراكية في طور التحديات العلمية السلمية مع الغرب. تزامن طموح الصين العلمي – الفضائي بإنزال رواد على القمر مؤخراً بإصدار إدارة البريد في العاصمة الصينية بكين لمجموعة خاصة من طوابع البريد مساهمة في الاحتفال بالنجاح التاريخي لإطلاق أول مركبة فضائية صينية مأهولة.
وكان الصاروخ من نوع سمي بـ (المسيرة الكبرى 2 أف) قد حمل المركبة الفضائية من قاعدة منغوليا في (صحراء غوبي) على بعد أكثر من (1000) ألف كيلومتر إلى الغرب من بكين وبعد مضي (10) دقائق على الإطلاق تم وضع المركبة في مدارها. وإذ نقلت تصريحات مسؤولين صينين نقلتها وسائل الإعلام الدولية تقول: (أن إرسال رائد إلى الفضاء مدرج ضمن البرنامج الفضائي الصيني) فقد علق علماء أجانب من: (أن الصين قد تسرِّع برنامجها وتبني محطتها الفضائية بحلول سنة 2008م). ولعل صباح يوم الخامس عشر من أكتوبر 2003م الماضي قد شهد إنجازاً ذو أهمية علمية بالغة بالنسبة للمجتمع الصيني حين تم إطلاق (رائد مسلح) لأول مرة نحو الفضاء إذ وصفت مصادر صحافية نقلاً عن (جي فارين) كبير مصممي المركبة الفضائية الآنفة أنه وزملاءه واثقون من نجاح الرحلة رغم أن مجموع ما أطلقته الصين من مركبات فضائية سابقاً لم يتعدى سوى (4) أربع مركبات غير مأهولة في إطار برنامجها الجديد الذي بدأ في سنة 1992م بسبب قلة الأموال. وتعتزم الصين التي تسعى لتكون قوة تكنولوجية عالمية استكشاف القمر واستكمال بناء محطة فضائية سنة 2020م قبل أن توجه أنظارها إلى المريخ. ودولة الصين التي قد أطلقت على مركبتها الفضائية اسم (شيندجوه) الذي يعني باللغة الصينية (المركبة الإلهية) والذي يمكن تفسيره كنوع من الرجوع إلى الإيمان بالله سبحانه وتعالى وكان على متنها رائداً فضائياً صينياً واحداً هو اللفتنانت كولونيل (يانغ ليوي).. (38 سنة) ودارت (14) دورة حول الأرض خلال (21) ساعة قبل أن تهبط عائدة من جديد إلى منغوليا مكان إنطلاقها. وبذا أصبحت الصين الدولة الثالثة في تسلسل الدول الفضائية التي نجحت في إطلاق مركبة مأهولة إلى الفضاء بعد الاتحاد السوفيتي السابق والولايات المتحدة الأمريكية اللتين أرسلتا رواد فضاء سابقاً إلى الفضاء الخارجي.

## أفق المريخ - مارس أوريزون
أفق المريخ «مارس أوريزون» 31 كانون الأول سنة 2024 الساعة 23 والدقيقة 45 حسب التوقيت الأرضي هو الموعد المحدد لإنزال أول إنسان على سطح المريخ. بداية جديدة لسنة أرضية جديدة لا لسنة «مريخية» تدوم 687 يوماً. الاستعدادات جارية إنجازاً لهذه المهمة التاريخية التي شارك فيها علماء أوروبيون وأمريكيون ويابانيون. في مشروع أطلق عليه اسم «مارس أوريزون» أفق المريخ. وأنهى المهندسون الـ«روفر» العربة الكبيرة ذات العجلات الست المهيأة لحمل أربعة رواد مولجين اكتشاف الكوكب الأحمر عن قرب.

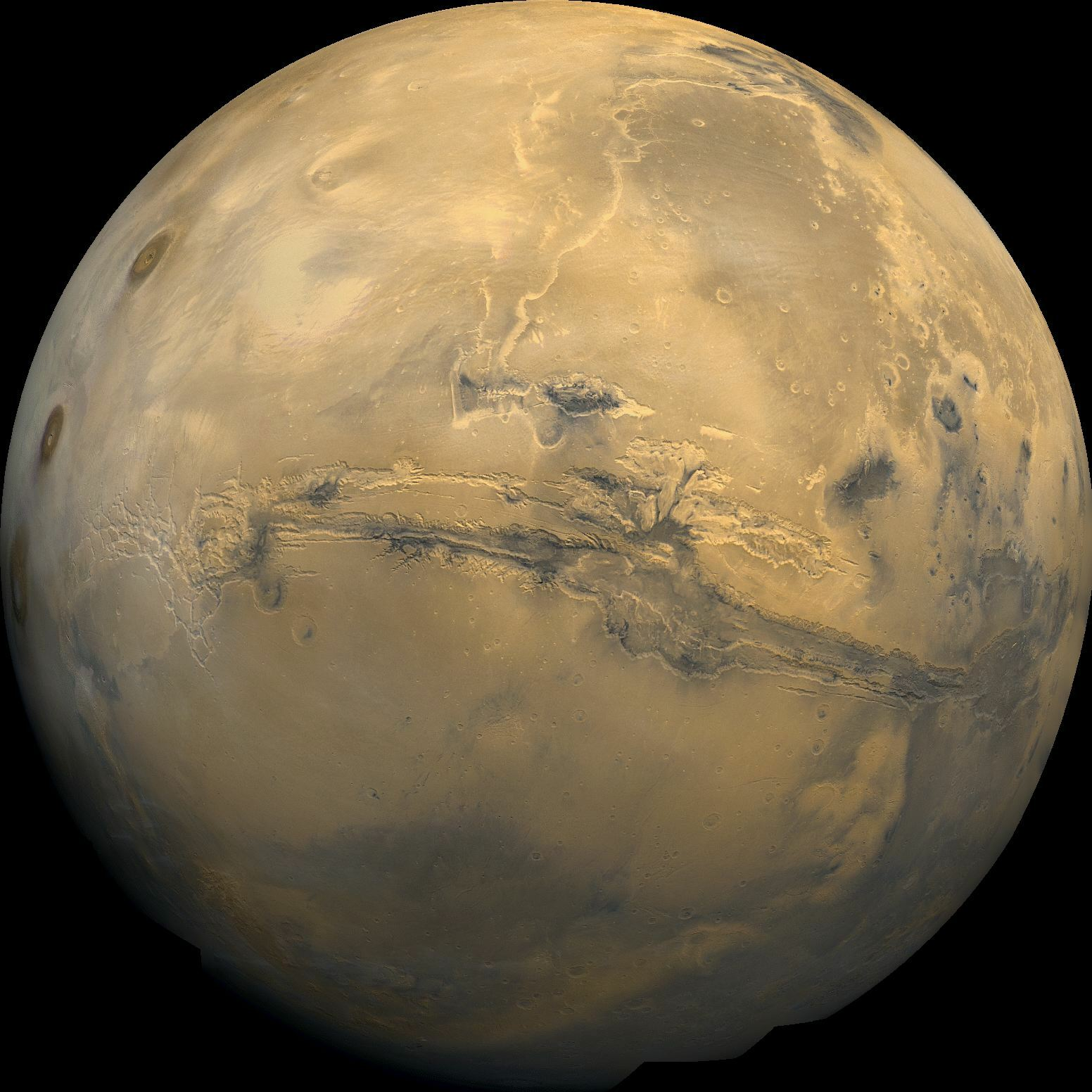
كوكب المريخ

وتمهيداً لهذا الحدث قررت هيئة المشروع تنفيذ مهمات متتابعة، أو لها البحث عن معادن نادرة قد تفيد الصناعة الأرضية. تستمر هذه المهمة سنة أو سنتين، وهي انطلقت عملياً في 1997م وبدأت تحقيق أهدافها مع إرسال المركبة «سوجورنر» معلومات دقيقة عن المريخ إلى الأرض. مسجلة حدث العام في المجال العلمي. كما سجلت المركبة أيضاً مشاهد حية لأرضية الكوكب. عرضت وتعرض باستمرار على الرواد الـ15 المهيئين للمهمة بواسطة شاشات كبيرة فيتآلفون معها تدريجياً. والمهمات اللاحقة موكلة إلى رجال آليين سوف يقومون ببناء قاعدة ثابتة في المريخ تمتد على مساحة مائة متر مربع. ويوازي ارتفاعها ارتفاع طابقين سكنيين، معزولة الجدران بمادة صلصالية من أرض المريخ نفسه وهي التي ستستقبل المهمتين ما قبل الأخيرة أي «مارس 2020» و«مارس 2022» اللتين تكملان الاستعدادات لاستقبال الإنسان. ومن هذه الاستعدادات إنشاء محطة «وقود» كما سماها أحد أعضاء اللجنة ممازحاً. وهي في الواقع عبارة عن خزان كبير يسع آلاف الأمتار المكعبة.
والحقيقة أن الغلاف الجوي للكوكب يتألف من غاز الكربون بنسبة 95% مما يسمح بإنتاج الأوكسيجين السائل الذي تحتاج إليه محركات المركبات خلال المهمة. وستكون محطة الوقود هذه جاهزة في غضون سنتين وقادرة تالياً على تزويد المركبات خلال رحلة العودة إلى الأرض.  ربما يكون إرسال الناس إلى المريخ الخطوة العملاقة في استكشاف الفضاء. وتستغرق الرحلة بين المريخ والأرض، ذهابًا وإيابًا، حوالي عامين، ولذا فإن السفينة الفضائية ينبغي أن تكون من الكبر بحيث يمكنها حمل مايكفي من ضروريات الحياة مثل الوقود والغذاء وغيرهما من الموارد، وتوفير حيز مناسب لسكن الطاقم.

## اقرأ أيضا
- ناسا
- تاريخ رحلات الفضاء
- المريخ
- وكالة الفضاء الاوروبية